# او-۳۶ (کریگس‌مارینه)
او-۳۶ (به آلمانی: U-36) یک او-بوت کریگس‌مارینه از نوع ۷آ بود که در جریان جنگ جهانی دوم به عملیات پرداخت. این او-بوت در سه گشت رزمی خود ۳ کشتی تجاری دشمن با مجموع تناژ ۴۱۸۱ تن را غرق کرد و یک کشتی تجاری دیگر را به غنیمت گرفت.

## تاریخچه عملیاتی

### گشت نخست
در هنگام آغاز جنگ جهانی دوم، او-۳۶ به فرماندهی ناوسروان ویلهلم فرولیش، در مأموریتی تدافعی موظف به گشت‌زنی در دریای شمال جهت جلوگیری از تهاجم شناورهای نیروی دریایی بریتانیا به سمت آلمان بود. در جریان این گشت‌زنی ترورو، کشتی بدون محافظ ۱۰۰۰ تنی تجاری ساحلی بریتانیایی متوقف، بازرسی و پس از تخلیه سرنشینان، غرق شد. سی‌هورس، زیردریایی بریتانیایی سه اژدر به طرف او-۳۶ شلیک نمود و به اشتباه مدعی غرق کردن آن شد. او-۳۶ در ادامه یک کشتی سوئدی را به غنیمت گرفت و با خود به آلمان برد. بدین شکل نخستین گشت رزمی این او-بوت پس از حدود یک ماه به پایان رسید.

## گشت دوم
او-۳۶ روز ۴ دسامبر سال ۱۹۳۹ هنگامی که در سطح قرار داشت به کمین دشمن افتاد و در اثر اصابت یک اژدر شلیک‌شده از اچ‌ام‌اس سالمون، زیردریایی بریتانیایی در نزدیکی استاوانگر در نروژ به همراه تمامی خدمه غرق شد.